# Jurowlany
Jurowlany – wieś w Polsce położona w województwie podlaskim, w powiecie sokólskim, w gminie Krynki.
Wierni kościoła rzymskokatolickiego należą do parafii św. Anny w Krynkach.

## Opis
Wieś została założona w XVI wieku; nosiła początkowo nazwę Popławskie i była zamieszkana częściowo przez ludność litewską. Przed 1578 r. w miejscowości zaczęła funkcjonować parafialna cerkiew prawosławna św. Jerzego, od którego to wezwania pochodzi nazwa wsi.
W 1921 roku wieś liczyła 41 domów i 189 mieszkańców, w tym 184 prawosławnych i 5 katolików.
Do czasów II wojny światowej miejscowość leżała na skrzyżowaniu ważniejszych dróg; między innymi obecna droga z Krynek (ok. 6 km) – jeszcze do dziś niekiedy nazywana „Gościńcem” – była kiedyś trasą Krynki–Odelsk–Grodno (ok. 33 km). Jednak powojenne położenie granic Polski usytuowało tę wieś na wschodnim krańcu kraju (około 300 m od granicy z Białorusią). Po II wojnie światowej zamieszkującą wieś ludność prawosławną przymusowo wysiedlono do ZSRR, na jej miejsce sprowadzono ludność rzymskokatolicką z okolic Usnarza Dolnego.
W latach 1975–1998 miejscowość administracyjnie należała do województwa białostockiego.
Niedaleko wsi ma swoje źródła rzeka Połowianka, która jest jednym z dopływów Świsłoczy, a tym samym dorzeczem Niemna.
W związku z kryzysem migracyjnym na granicy z Białorusią, jaki nastąpił w połowie 2021 r., miejscowość i okolice objęte zostały stanem wyjątkowym.

## Zabytki
- cerkiew prawosławna pod wezwaniem św. Jerzego (parafialna), 1870, nr rej.:A-20 z 7.03.2001
- cmentarz cerkiewny założony ok. 1848[12], nr rej.:A-20 z 7.03.2001
- kaplica cmentarna pod wezwaniem Świętych Męczenników Borysa i Gleba, drewniana o konstrukcji zrębowej, 1865, nr rej.:A-17 z 10.07.2001[13]